# Malou Aamund
Malou Aamund (nascido em 28 de julho de 1969 em Copenhagen, Dinamarca) é um político parlamentar da Dinamarca.